# Radłów (gromada w powiecie oleskim)
Radłów – dawna gromada, czyli najmniejsza jednostka podziału terytorialnego Polskiej Rzeczypospolitej Ludowej w latach 1954–1972.
Gromady, z gromadzkimi radami narodowymi (GRN) jako organami władzy najniższego stopnia na wsi, funkcjonowały od reformy reorganizującej administrację wiejską przeprowadzonej jesienią 1954 do momentu ich zniesienia z dniem 1 stycznia 1973, tym samym wypierając organizację gminną w latach 1954–1972.
Gromadę Radłów z siedzibą GRN w Radłowie utworzono – jako jedną z 8759 gromad na obszarze Polski – w powiecie oleskim w woj. opolskim, na mocy uchwały nr VII/27/54 WRN w Opolu z dnia 4 października 1954. W skład jednostki weszły obszary dotychczasowych gromad Radłów, Karmonki Nowe i Wolęcin oraz 5 gospodarstw (nr obrębu katastralnego 21) z dotychczasowej gromady Ligota Oleska ze zniesionej gminy Radłów w tymże powiecie. Dla gromady ustalono 13 członków gromadzkiej rady narodowej.
31 grudnia 1961 do gromady Radłów włączono obszar zniesionej gromady Sternalice oraz przysiółek Kolonia Biskupska ze zniesionej gromady Biskupice w tymże powiecie; z gromady Radłów wyłączono natomiast wieś Karmonki Nowe, włączając ją do gromady Bodzanowice tamże.
Gromada przetrwała do końca 1972 roku, czyli do kolejnej reformy gminnej. 1 stycznia 1973 w powiecie oleskim reaktywowano gminę Radłów.